# Tra le undici e mezzanotte
Tra le undici e mezzanotte (Entre onze heures et minuit) è un film del 1949 diretto da Henri Decoin.